# Balthasar Schwarm
Balthasar Schwarm (ur. 11 września 1946 w Kirchdorf am Haunpold) – niemiecki saneczkarz reprezentujący RFN, medalista igrzysk olimpijskich, mistrzostw świata i Europy.

## Kariera
Pierwszy sukces w karierze osiągnął w styczniu 1972 roku, kiedy w parze z Hansem Brandnerem zdobył srebrny medal w dwójkach podczas mistrzostw Europy w Königssee. W tym samym składzie Niemcy zdobyli też złoto na mistrzostwach Europy w Königssee (1977) oraz brąz podczas mistrzostw Europy w Königssee (1973) i mistrzostw Europy w Olang (1980). W 1976 roku wystartował na igrzyskach olimpijskich w Innsbrucku, gdzie wspólnie z Brandnerem zdobył srebrny medal. Rok później wywalczyli brąz podczas mistrzostw świata w Igls, a na mistrzostwach świata w Königssee w 1979 roku zwyciężyli. Ponadto w sezonie 1977/1978 zajęli drugie miejsce w klasyfikacji generalnej Pucharu Świata, a w kolejnym sezonie zajęli trzecie miejsce.